# Phật Thi-khí
Đức Phật Thi Khí (Pāli: Sikhī Buddha, Phạn: Śikhin Buddha, 尸棄佛; Hán dịch Đảnh Kế (頂髻), Trì Kế (持髻), Hữu Đảnh (有髻)) cũng gọi Thức Phật, Thức cật Phật, Thức khí Phật, Thức khí na Phật, là vị thứ 2 trong 7 vị phật thời quá khứ, là vị thứ 999 trong kiếp Trang Nghiêm. 
Đức Phật Thi khí ra đời vào kiếp thứ 31 ở quá khứ, bấy giờ con người sống lâu 70.000 tuổi, trong dòng dõi Sát Đế Lợi (刹帝利) của Thành Quang Tướng (光相城), họ của ngài là Cù Đàm Câu Lân Nhã (瞿曇拘隣若, Pàli: Koịđaĩĩa), cha là Minh tướng (明相, Pàli: Aruịa), mẹ tên là Quang diệu (光妙, Pàli: Pathàvatì). Ngài thành Chính giác dưới gốc cây Phân đà lợi (分陀利, Pàli: Puịđarìka). Ngài thuyết pháp 3 hội và độ được hơn 200.000 người (Có bản ghi 25 vạn). Hội thuyết pháp đầu tiên độ 18 vạn tỉ kheo, hội thứ hai thuyết pháp độ 8 vạn người, hội thứ 3 thuyết pháp độ 7 vạn người. Đệ tử thượng thủ là A tì phù (Pàli: Abhibhù), đệ tử thứ 2 là Tam bà bà (Pàli: Sambhava), đệ tử chấp sự là Nhẫn hành (Pàli: Khemankara).
Các kinh Tăng nhất a hàm quyển 45, kinh Thất Phật phụ mẫu tính tự và kinh Phật danh quyển 19... đều có nói về đức Phật này, nhưng về tuổi thọ con người đương thời, tên họ cha mẹ, đệ tử, số người được độ... đều có khác nhau. Còn theo Tứ phần luật tỉ khưu giới bản thì đức Phật Thi khí từng nói Giới kinh (Đại 22, 1022 trung): Ví như người mắt sáng, tránh được đường nguy hiểm, đời có người thông minh, thường xa lìa điều ác.